# Tropidosteptes tricolor
Tropidosteptes tricolor är en insektsart som beskrevs av Van Duzee 1912. Tropidosteptes tricolor ingår i släktet Tropidosteptes och familjen ängsskinnbaggar. Inga underarter finns listade i Catalogue of Life.